# 北疃惨案
北疃惨案发生于1942年5月27日，侵华日军在河北省定县（现定州市）北疃村对平民使用化学武器，导致大量平民伤亡的事件。
作为侵华日军华北方面军司令官冈村宁次制定的五一大扫荡的一环，日本陆军第110师团第163联队第1大队于5月27日清晨从定县县城出发向南扫荡。在距县城22公里处遭遇八路军并发生战斗。八路军在被包围之后分散突围，少量受伤八路军士兵与大量村民进入包围圈内的北疃村下的地道隐蔽。日军在进入村庄后发掘地道入口，并向找到的地道入口内投掷催泪瓦斯和毒气瓦斯。地道内的村民和受伤八路军士兵中，很多人被窒息而死。无法忍受毒气效果的人们在冲出地道口之后被刺刀刺死或者被开枪打死。
在此次事件中共有800余人遇难。村中120余户中，24户被灭门。